# Onthophagus costilatus
Onthophagus costilatus là một loài bọ cánh cứng trong họ Bọ hung (Scarabaeidae).